# Frudesweiler

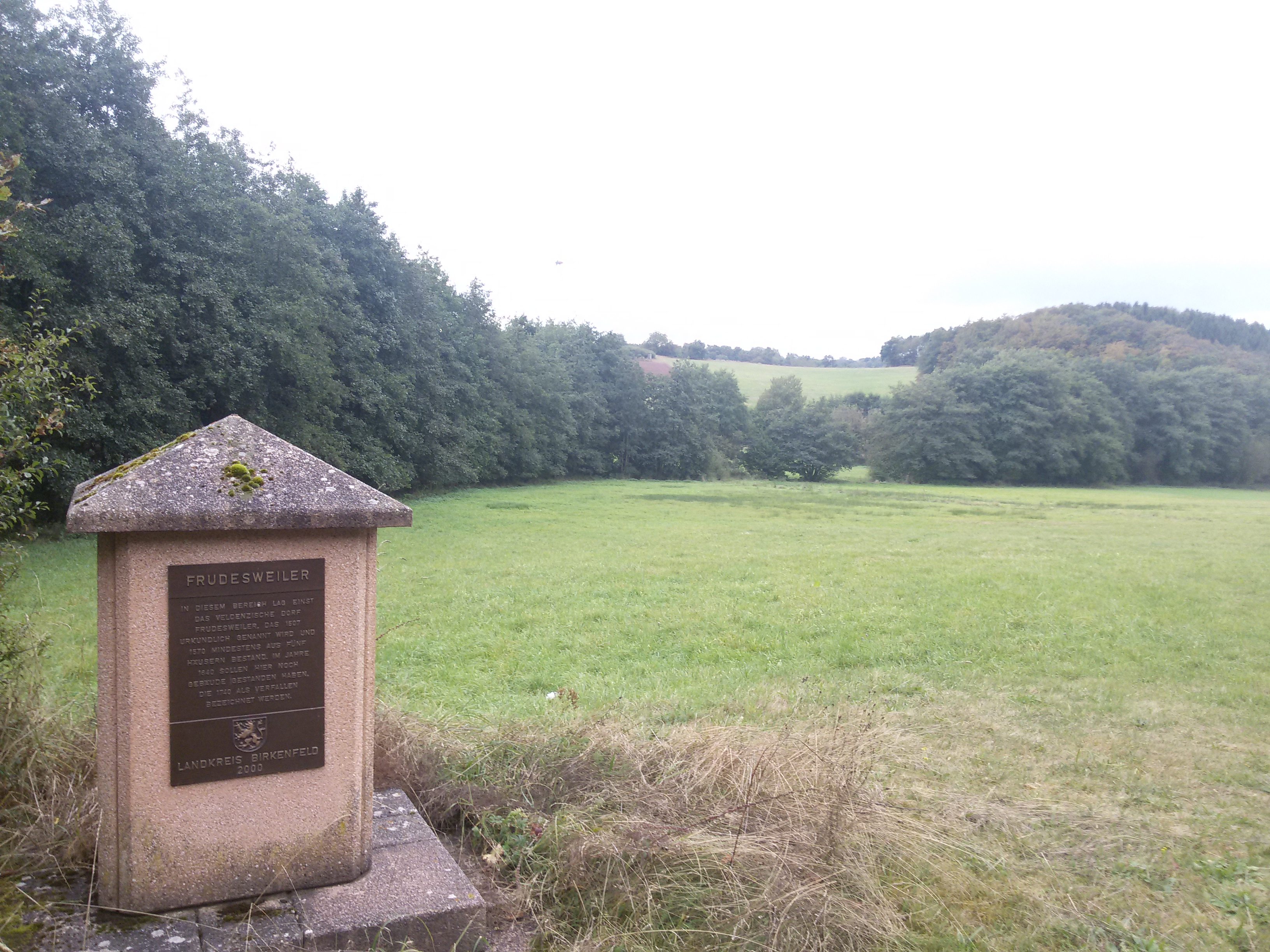
Gedenkstein für Frudesweiler

Frudesweiler ist ein untergegangener Ort im heutigen Landkreis Birkenfeld in Rheinland-Pfalz. Die Wüstung liegt zwischen Gimbweiler und Hoppstädten-Weiersbach. Ein Gedenkstein erinnert heute noch an das Dorf.

## Lage
Frudesweiler lag zehn Wegminuten nordöstlich von Gimbweiler auf der rechten Seite des Weges nach Weiersbach. Es bestand aus den Bezirken Hofgärten, Dorfwies in Flur 3 und "Mauer" in Flur 6. Die damaligen Bezirke liegen heute in Weiersbach und Gimbweiler. Heute befinden sich dort Waldungen und Acker- sowie Wiesenland.

## Geschichte
Laut H. Baldes ist ein römischer Ursprung von Frudesweiler nicht nachgewiesen. Auch das Gründungsjahr ist nicht nachgewiesen. Ein früherer Name war außerdem Freidesweiler. Die Ursprünge des Ortes lassen sich bis ins 13. Jahrhundert nachweisen. Urkundlich erwähnt wurde es allerdings erstmals 1507.
Frudesweiler gehörte während seines Bestehens immer zur Grafschaft Veldenz und wechselte damit ab 1444 zu Pfalz-Zweibrücken. Lehen waren die Herren von Oberstein. Während der Zeit seines Bestehens lebten zwischen drei (1480) und zehn steuerpflichtige Bürger (1570) in dem Ort. Bekanntester Bürger war wohl Hans Scherer, der als „Schererhannes“ bekannt war und dem besondere Heil- und Zauberkräfte nachgesagt wurden. Er wirkte um 1600.
1640 soll Frudesweiler noch gestanden haben, 1740 als verfallen erwähnt sein. Der Niedergang des Ortes soll in die Zeit des Dreißigjährigen Krieges gefallen sein. Schuld war vermutlich die Pestepidemie jener Zeit. Auf den Ländereien übten später die Bewohner von Gimbweiler und Weiersbach das Weiderecht aus. Die daraus erwachsenden Streitigkeiten zogen sich bis ins 19. Jahrhundert hin. Sie wurden durch einen Vergleich beendet. Weiersbach erhielt zwei Fünftel, meist Waldungen, Gimbweiler drei Fünftel, vor allem Acker und Wiesenland.